# 5785 (année hébraïque)
5785 (hébreu : ה'תשפ"ה , abbr. : תשפ"ה) est une année hébraïque qui a commencé à la veille au soir du 3 octobre 2024 et se finira le 22 septembre 2025. Cette année compte 355 jours. C'est une année simple dans le cycle métonique, avec un seul mois de Adar. C'est la troisième année depuis la dernière année de chemitta.
En l'an 5785, l'État d'Israël fête ses 77 ans d'indépendance.

## Calendrier
Ce calendrier hébraïque de l'année 5785 donne les correspondances avec les dates du calendrier grégorien.
Le premier nombre dans chaque case correspond au jour du mois hébraïque. Les jours en couleurs sont des jours remarquables juifs ou israéliens.
| ◄◄ | 5785 | ►► |

## Événements
- Mort de Yahya Sinwar
- Frappes israéliennes d'octobre 2024 contre l'Iran
- Affrontements du 7 et 8 novembre 2024 à Amsterdam
- Accord de cessez-le-feu de 2024 entre Israël et le Liban
- Bombardements israéliens sur l'Iran en juin 2025

## Décès
- Shimon Kagan
- Yehuda Bauer
- Yaacov Terner
- Alexander Pines
- Frank Auerbach
- Isak Andic
- Israel Charny
- Shulamith Shahar
- Berel Wein

5780 - 5781 - 5782 - 5783 - 5784 - 5785 - 5786 - 5787 - 5788 - 5789 - 5790